# Ратау
Ратау (англ. Ratau) — одна з місцевих громад, що розташована в районі Масеру, Лесото. Населення місцевої громади у 2006 році становило 26 582 особи.